# Jan Poděbradský
Jan Poděbradský (* 1. März 1974 in Prag, Tschechoslowakei) ist ein ehemaliger tschechischer Leichtathlet, der sich auf den Zehnkampf spezialisiert hat und auch im Sprint an den Start ging. 2000 wurde er mit der tschechischen 4-mal-400-Meter-Staffel in Gent Halleneuropameister und feierte damit seinen größten sportlichen Erfolg.

## Sportliche Laufbahn
Erste internationale Erfahrungen sammelte Jan Poděbradský vermutlich im Jahr 1991, als er bei den Junioreneuropameisterschaften in Thessaloniki mit 6291 Punkten auf den 13. Platz im Zehnkampf gelangte. 1993 gewann er bei den Junioreneuropameisterschaften in Donostia / San Sebastián mit 7396 Punkten die Silbermedaille. 1995 wurde er bei den Weltmeisterschaften in Göteborg mit 7961 Punkten 15. und 1997 schied er bei den Weltmeisterschaften in Athen mit 46,52 s in der ersten Runde im 400-Meter-Lauf aus. Zudem schied er dort mit der tschechischen 4-mal-400-Meter-Staffel mit 3:05,65 min im Vorlauf aus. Im Jahr darauf wurde er bei den Halleneuropameisterschaften in Valencia im Halbfinale über 400 Meter disqualifiziert und im August schied er bei den Europameisterschaften in Budapest mit 46,01 s im Semifinale aus. Zudem belegte er mit der Staffel in 3:04,37 min den siebten Platz. 1999 belegte er bei den Militärweltspielen in Zagreb in 49,72 s den vierten Platz im 400-Meter-Hürdenlauf und 2000 siegte er in 3:06,10 min gemeinsam mit Jiří Mužík, Štěpán Tesařík und Karel Bláha mit der Staffel bei den Halleneuropameisterschaften in Gent. 2004 beendete er seine aktive sportliche Karriere im Alter von 30 Jahren.
In den Jahren 1996 und 1998 wurde Poděbradský tschechischer Meister im 400-Meter-Lauf im Freien sowie 1998 auch in der Halle. 2002 und 2004 wurde er Landesmeister im Zehnkampf sowie 1995 und 2002 im Siebenkampf. Von 1994 bis 1997 wurde er Landesmeister in der 4-mal-400-Meter-Staffel und 1998 Hallenmeister in der 4-mal-200-Meter-Staffel.

## Persönliche Bestzeiten
- 400 Meter: 45,92 s, 20. Juni 1998 in Prag
  - 400 Meter (Halle): 46,78 s, 15. Februar 1998 in Prag
- 400 m Hürden: 49,62 s, 8. Mai 2004 in Liberec
- Zehnkampf: 8314 Punkte, 4. Juni 2000 in Arles
  - Siebenkampf (Halle): 5928 Punkte, 10. Februar 2002 in Prag